# ديمتري تشامب
ديمتري تشامب (بالفرنسية: Dimitri Champion)‏ مواليد 6 سبتمبر 1983 في لا روشيل، هو دراج فرنسي في صنف سباق الدراجات على الطريق.

## وصلات خارجية
- الموقع الرسمي

## روابط خارجية
- ديمتري تشامب على موقع الاتحاد الدولي للدراجات (الإنجليزية)
- ديمتري تشامب على موقع أرشيف الدراجات (الإنجليزية)
- ديمتري تشامب على موقع إحصائيات الدراجات الإحترافية (الإنجليزية)
- ديمتري تشامب على موقع نسبة الدراجات (الإنجليزية)
- ديمتري تشامب على موقع CycleBase (الإنجليزية)
- van Eyck، Xylon (12 أكتوبر 2011). "Bretagne-Schuller signs Dimitri Champion and Geoffroy Lequatre". VeloNation. VeloNation LLC. مؤرشف من الأصل في 2017-09-27. اطلع عليه بتاريخ 2012-01-01.